# Antonio Villaraigosa
Antonio Ramón Villaraigosa (nacido Antonio Ramon Villar el 23 de enero de 1953) es un político estadounidense que fue alcalde de la ciudad de Los Ángeles (California) de 2005 a 2013. Fue el primer alcalde hispano de Los Ángeles desde 1872. Villaraigosa fue elegido alcalde de Los Ángeles tras las elecciones del 17 de mayo de 2005, en las que venció al alcalde gobernante James Hahn. En el servicio público, Villaraigosa ha ocupado el cargo de miembro de la Asamblea Estatal de California por el 45.º Distrito, así como los de Portavoz de dicha Asamblea y miembro del Consejo de Los Ángeles por el 14.º distrito. Antes de haber sido elegido para un cargo público, Villaraigosa ha tenido una larga carrera en organizaciones de trabajadores. Recibió la medalla de honor que otorga la World Jurist Association en 2021.

## Biografía
Nacido como Antonio Villar en el barrio de Boyle Heights, al este del Centro de Los Ángeles, de ascendencia mexicana, Villaraigosa tuvo una niñez inestable. Aunque no logró terminar la escuela superior ha recibido el grado honorífico de la Theodore Roosevelt High School. Anduvo con "pandillas", pero cambió de forma de vida y asistió al East Los Angeles College, y finalmente a la UCLA. Mientras que era activo en MEChA, una organización defensora de los derechos civiles conformada preponderantemente por estudiantes. Se graduó en historia y asistió a la People's College of Law (Colegio de Leyes del Pueblo). 
Desde los quince años de edad hizo voluntariado en el movimiento de trabajadores agrícolas. Llegó a organizador/representante en la United Teachers Los Ángeles (UTLA), donde ha hizo contactos con gente que lo que le ayudarían a hacer su movimiento en política, tal como James M. Wood y Miguel Contreras, tesoreros ejecutivos (ambos difuntos) de la Federación del Condado de Los Ángeles del trabajo, AFL-CIO. Villaraigosa fue también presidente del capítulo de Los Ángeles la Unión Americana de las Libertades Civiles (American Civil Liberties Union) y de la Federación Americana de los Empleados de Gobierno.

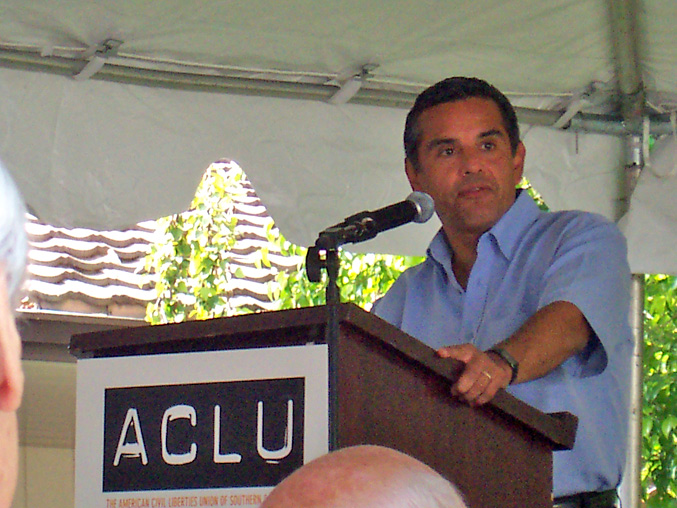
Antonio Villaraigosa en una conferencia en un evento ante ACLU.

En 1994 Villaraigosa fue elegido por cuatro años para la Asamblea Estatal de California.
En las elecciones de alcalde que tuvieron lugar el 8 de marzo de 2005, donde alcanzó el primer lugar y luego en las elecciones de desempate el 17 de mayo de 2005, en las que ganó ampliamente por 58.7% contra 41.3% de Hahn. Es el primer alcalde de origen hispanoamericano desde que en 1872 el alcalde Cristóbal Aguilar gobernara Los Ángeles, cuando apenas tenía una población de 6.000 habitantes.

## Alcaldía
Ética
El primer acto de gobierno como alcalde de Los Ángeles fue requerir la firma de un compromiso ético a todos los comisionados, a todos los empleados y a todos los burócratas de la ciudad. Además, removió a todos los cabilderos de las comisiones de la ciudad, por considerarlos como una fuente de posible corrupción y de falta de confianza en el gobierno de la ciudad.
Directivas ejecutivas y transporte
Villaraigosa ha expedido varias directivas ejecutivas considerando numerosos temas, uno de los más importantes es el eliminar la construcción y reparación de carreteras en horas punta, debido a los grandes atascos que sufre una ciudad como Los Ángeles.
A escala local Villaraigosa condujo la operación bache, cuya meta era la de reparar 35 000 baches en 14 semanas. Fue completamente superada al repararse 80 173 baches en toda la ciudad.
Educación y Prevención del Pandillerismo
Villaraigosa ha ganado el control del Los Angeles Unified School District (Distrito Escolar Unificado de Los Ángeles y lo ha hecho prioridad como los alcaldes de otras grandes ciudades como Nueva York (Michael Bloomberg) y Chicago (Richard M. Daley), que tomaron el control de sus sistemas escolares.
Reputación
Villaraigosa ha ganado reputación como líder nacional del Partido Demócrata, muchos creen que debe a que es un latino y que ha salido adelante a pesar de su infancia dura. Ha adornado la portada de la revista semanal Newsweek con el título de "poder latino" (Latino Power) y ha sido calificado por la revista semanal Time como uno de los 25 latinos más influyentes. Villaraigosa contestó en español el informe del discurso del Estado de la Unión del presidente George W. Bush del 2006.
Por otro lado hay aún resentimiento persistente por parte de una minoría vocal de su distrito después de romper la promesa de servir todo el periodo completo en el consejo de la ciudad. Él se mantiene discreto sobre sus planes para una oficina más alta. Entre conservadores, burlonamente lo llaman "alcalde reconquista". Debido a su participación en las marchas de inmigrantes ilegales, donde se convocaron aproximadamente 500.000 manifestantes, a inicios de abril del 2006, para pedir amnistía y su estancia legal en los Estados Unidos de América, así como la despenalización de los ilegales y la de quienes les brinden ayuda, recibió amenazas de muerte de grupos conservadores.